# عبد الصمد ناصر
عبد الصمد ناصر (مواليد أبريل 1968 في الرباط)، هو إعلامي مغربي، عمل في القناة الأولى المغربية لثلاث سنوات قبل أن ينتقل لقناة الجزيرة حيث عمل مقدما للأخبار والبرامج لما يقارب 26 سنة منذ 15 مايو 1997.

## الدراسة والمشوار المهني
حصل عبد الصمد ناصر على درجة الإجازة في الأدب العربي من جامعة محمد الخامس عام 1992 عمل بعدها لثلاث سنوات بالقناة المغربية الأولى صحفيًا ومذيعًا للأخبار (1994 - 1997). انتقل بعدها لقناة الجزيرة القطرية حيث قدّم بعدها عدة برامج من ضمنها (بين السطور، منبر الجزيرة، المشهد العراقي (من بغداد)، الشريعة والحياة لسنتين، لقاء اليوم، لقاء خاص)؛ كما غطّى أحداثًا دُوَلية كثيرة أبرزها الإنتفاضة الفلسطينية الثانية وهجمات 11 سبتمبر والحرب على أفغانستان وغزو العراق وحرب لبنان 2006 والحرب على غزة والانتخابات الرئاسية في فرنسا لعام 2002 وعام 2007 وأزمة الغذاء النيجرية 2005-2006 والانتخابات الرئاسية المصرية 2005، ومحاكمة صدام حسين، فضلًا عن أحداث دولية أخرى، كما أجرى عبد الصمد ناصر لقاءات عديدة مع شخصيات دولية رفيعة المستوى من عالم الفكر والسياسة، من بينهم رؤساء دول وحكومات.

## إقالته من الجزيرة
في أواخر مايو 2023، نشرت صحيفة القدس العربي خبر إنهاء تعاقد كل من الإعلامي عبد الصمد ناصر والإعلامية السودانية نانسي محجوب، وعزت الصحيفة ذلك إلى رغبة القناة في تغيير خطها وجلب مذيعين شباب، وسط صمت الإعلاميين والقناة.
في 1 يونيو 2023، أعلنت النقابة الوطنية للصحافة المغربية في بلاغ رسمي لها صحة الخبر، مرجعة الأسباب وفق بيانها لتغريدة نشرها الإعلامي المغربي على حسابه الشخصي في تويتر دفاعًا عن شرف المرأة المغربية، ضد تقرير أذاعه التلفزيون الرسمي الجزائري اتهم فيه المملكة المغربية "بالمتاجرة الجنسية بنساء المغرب" ضمن الحرب الإعلامية التي تشنها الجزائر على المغرب؛ وهي التغريدة التي رفض الإعلامي المغربي حذفها أو تعديلها بناء على طلب مدير الأخبار، ليعلن مدير عام قناة الجزيرة الإخبارية طرده تعسفياً؛ كما عزت النقابة الوطنية للصحافة المغربية الحادث إلى اللوبي الجزائري المتغلغل داخل القناة بموازاة  الضغط الذي تمارسه سفارة الجزائر في قطر، معلنة توجيهها لمذكرة احتجاجية إلى إدارة القناة القطرية ومركز حرية الصحافة التابع لها، والاتحاد الدولي للصحفيين واتحاد الصحفيين العرب، كما أعلنت عن تنظيم وقفة احتجاجية أمام مقر مكتب الجزيرة في الرباط في قادم الأيام، داعية صحفيي القناة للتضامن مع زميلهم.
أثارت القضية سخطاً مغربياً كبيرًا ضد قناة الجزيرة والدولة القطرية بالموازاة مع حملة تضامن شعبية واسعة مع الإعلامي المغربي، قادتها شخصيات ومنظمات مغربية ودولية أبرزها ("المنظمة الدولية للإعلام والدبلوماسية الموازية والتسامح"، "جمعية خريجي المعهد العالي للإعلام والاتصال"، "فنانون وإعلاميون"، "الفيدرالية المغربية لناشري الصحف"، "الأمانة العامة للمنظمة المغربية لحقوق الإنسان ومحاربة الفساد"، "منظمة حريات الإعلام والتعبير"، شبكة الصحفيين الأفارقة،)
خلال أيام، نشر عبد الصمد ناصر عدة تغريدات على حسابه الرسمي في تويتر أعرب من خلالها عن شكره وامتنانه للتضامن الذي حصل عليه رافضا الخوض في الأسباب معلنا عودته للمغرب في قادم الأيام، في المقابل لم تصدر إدارة قناة الجزيرة أي بيان توضيحي بهذا الخصوص.
في 4 يونيو 2023، أصدر نادي المحامين في المغرب بيانًا تضامنياً مع الإعلامي معلناً من خلاله مراسلة "المقررة الأممية الخاصة بالأشكال المعاصرة للعنصرية والتمييز العنصري وكره الأجانب" و"المقررة المعنية بحرية الرأي والتعبير" بسبب تعبيره عن رأيه.

## الجوائز
- جائزة الهيثم للإعلام العربي (2017).[39]

## وصلات خارجية
- ناصر: غادرتُ المغرب بغصّة .. والإعلام الوطني يعج بالفوضى (موقع هيسبريس).